# Идън (окръг)
Идън (на английски: Eden) е окръг в Република Южна Африка Намира се в провинция Западен Кейп. Площта му е 23 323 km². Главен град на окръга е Джордж

## Административно деление
Окръг Идън се поделя 8 общини:
- Джорджия – 135 409 души
- Оудтшоорн – 84 692 души
- Моссел Бай – 71 439 души
- Книсна – 51 469 души
- Хессекуа – 44 114 души
- Битоу – 29 149 души
- Канналанд – 23 971 души
- Суид Кейп – 14 596 души

## Население
454 924 (2001)

## Расов състав
(2001)
- 265 729 души (58,4%)- цветнокожи
- 97 655 души (21,5%)- бели
- 90 607 души (19,9%)- черни
- 932 души (0,2%)- азиатци